# فرط سكر الدم
فرط سكر الدم (بالإنجليزية: Hyperglycemia)‏ هو الحالة التي تتواجد فيها كمية كبيرة من الجلوكوز في بلازما الدم. وذلك عندما يكون مستوى السكر في الدم أعلى من 11.1 مل مول/لتر (200 ملغ/ ديسيلتر)، ولكن قد لا تبدأ الأعراض لتصبح ملحوظة حتى يصل لقيم أعلى مثل 15-20 مل مول/لتر (~250-300 ملغ/ ديسيلتر). ويعتبر الشخص ذو نطاق ثابت لسكر الدم يتراوح بين ~5.6 و ~7 مل مول/ لتر (100-126 ملغ/ ديسيلتر طبقا للمبادئ التوجيهية لجمعية السكري الأمريكية) لديه ارتفاع قليل في سكر الدم، في حين أن أكثر من 7 مل مول/ لتر (126 ملغ/ ديسيلتر) يتم تشخيصه عموما بأن لديه مرض السكري. بالنسبة لمرضى السكر، يمكن أن تختلف مستويات الجلوكوز التي تعتبر مفرطة في سكر الدم من شخص لآخر، ويرجع ذلك أساسا إلى عتبة الكلى للجلوكوز والقدرة الكلية على تحمل الجلوكوز. ولكن في المتوسط، يمكن أن تؤدي المستويات المزمنة فوق 10-12 مل مول/ لتر (180-216 ملليجرام/ ديسيلتر) إلى تلف ملحوظ في الأعضاء بمرور الوقت.

## العلامات والأعراض
يمكن أن تتغير درجة ارتفاع السكر في الدم بمرور الوقت اعتمادًا على سبب أيضي، مثل ضعف تحمل الجلوكوز أو خلل الجلوكوز وقت الصيام على سبيل المثال، ويمكن أن يعتمد أيضا على العلاج. ارتفاع السكر في الدم المؤقت هو في كثير من الأحيان حميد وبدون أعراض. ويمكن لمستويات الجلوكوز في الدم أن ترتفع بشكل جيد فوق المعدل الطبيعي وتسبب تغيرات مرضية وعملية لفترات طويلة دون أن تحدث أي تأثيرات أو أعراض دائمة. وخلال هذه الفترة غير العرضية، يمكن حدوث خلل في التمثيل الغذائي للكربوهيدرات والذي يمكن اختباره عن طريق قياس الجلوكوز في البلازما. ومع ذلك، فإن ارتفاع السكر في الدم المزمن عند مستويات أعلى من الطبيعي يمكن أن يؤدي إلى مجموعة واسعة جدا من المضاعفات الخطيرة على مدى سنوات، بما في ذلك تلف الكلى، وأضرار عصبية، وأضرار قلبية وعائية، وتلف شبكية العين وأضرار تلحق بالقدمين والساقين، وقد يكون اعتلال الأعصاب السكري نتيجة لفرط سكر الدم طويل المدى، كما يمكن أن يحدث ضعف في النمو والقابلية للإصابة ببعض العدوى نتيجة لارتفاع السكر في الدم المزمن.
ارتفاع السكر في الدم الحاد الذي يشمل مستويات جلوكوز عالية للغاية هو حالة طبية طارئة يمكن أن تسبب مضاعفات خطيرة بسرعة (مثل فقدان السوائل من خلال إدرار البول التناضحي). وغالبا ما يحدث في الأشخاص الذين يعانون من السكري المعتمد على الأنسولين.
وقد تترافق الأعراض التالية مع ارتفاع السكر في الدم الحاد أو المزمن مع الثلاثة أعراض الأولى التي تتكون من ثالوث فرط سكر الدم الكلاسيكي:
- نهام (الجوع المتكرر)
- عطاش (العطش المتكرر)
- بوال (زيادة حجم البول، وليس زيادة في تكرار التبول)
- زغللة العين
- إعياء
- الشعور بعدم الراحة
- فقدان الوزن
- تأخر التئام الجروح
- جفاف الحلق
- جفاف الجلد والحكة
- وخز في الكعبين أو القدمين
- ضعف الانتصاب
- العدوى المتكررة والتهاب الأذن الخارجية
- اضطراب النظم القلبي
- ذهول
- غيبوبة
- تشنجات

وقد يشير الجوع المتكرر بدون أعراض أخرى أيضًا إلى أن مستويات السكر في الدم منخفضة جدًا. وقد يحدث ذلك عندما يتناول الأشخاص الذين يعانون من مرض السكري الكثير من الأدوية الخافضة لسكر الدم أو الأنسولين مقابل كمية الطعام الذي يتناولونه، ويحفز انخفاض مستوى السكر في الدم إلى أقل من المعدل الطبيعي استجابة الجوع.
ويحدث العطاش والبوال عندما ترتفع مستويات السكر في الدم بدرجة عالية بما يكفي لإفراز الجلوكوز الزائد عن طريق الكلى، مما يؤدي إلى وجود الجلوكوز في البول، مما يسبب إدرار البول التناضحي.
وقد تشمل علامات وأعراض الحماض الكيتوني السكري:
- الحماض الكيتوني
- تنفس كوسماول (تنفس عميق سريع)
- الارتباك أو انخفاض مستوى الوعي
- الجفاف بسبب البيلة السكرية وإدرار البول التناضحي
- زيادة العطش
- رائحة الفاكهة في الفم
- القيء والغثيان
- ضعف الوظيفة المعرفية، بالإضافة إلى زيادة الحزن والقلق[4][5]
- فقدان الوزن

بينما يسبب نقص السكر في الدم انخفاض في الأداء المعرفي، وتحديدًا في سرعة المعالجة والوظيفة التنفيذية والأداء، وقد يسبب انخفاض الأداء المعرفي النسيان وفقدان التركيز.

### المضاعفات
في حالة فرط سكر الدم غير المعالج، قد تحدث حالة تسمى «الحماض الكيتوني» لأن انخفاض مستوى الأنسولين يزيد من نشاط الليباز الحساس للهرمون، ويؤدي تحلل ثلاثي الغليسيريد بواسطة الليباز إلى إنتاج أحماض دهنية حرة يتم تحويلها في نهاية المطاف إلى أسيتيل مرافق الإنزيم-أ بواسطة أكسدة البيتا.
والحماض الكيتوني هو حالة مهددة للحياة تتطلب علاجًا فوريًا، وتشمل الأعراض: ضيق التنفس، ورائحة النفس التي تسبه رائحة الفواكه (مثل قطرات الكمثرى)، الغثيان والقيء، وجفاف الحلق. ويؤدي ارتفاع نسبة السكر في الدم المزمن إلى إصابة القلب في المرضى الذين لا يعانون من أمراض القلب أو السكري، ويرتبط بقوة بالذبحة القلبية والوفاة في الأشخاص الذين لا يعانون من أمراض القلب التاجية أو تاريخ مرضي لفشل القلب.
ومن الآثار التي تهدد الحياة أيضا من فرط سكر الدم: متلازمة فرط الأسمولية الغير كيتونية.
وارتبط ارتفاع السكر في الدم المحيط بالجراحة مع تثبيط المناعة، وزيادة العدوى، وإدرار البول التناضحي، وتأخر التئام الجروح، وتأخر إفراغ المعدة، وزيادة معدل الوفيات. وبالإضافة إلى ذلك، فإنه يقلل من نجاح عمليات ترقيع الجلد، ويزيد من تلف الدماغ والحبل الشوكي والضرر الكلوي عن طريق نقص التروية، ويؤدي إلى تفاقم النتائج العصبية في إصابات الرأس الرضية، ويرتبط مع خلل الوظيفة الإدراكية بعد العملية الجراحية بعد تحويل مسار الشريان التاجي.

## المسببات

### داء السكري
داء السكري هو السبب الأكثر شيوعا لفرط سكر الدم المزمن الذي يستمر حتى في حالات الصيام. وفي الواقع، إن فرط سكر الدم المزمن هو السمة المميزة للمرض، ولكن قد يكون فرط سكر الدم المتقطع أيضا موجودا في بعض حالات مرض السكري. وقد تشير النوبات الحادة من ارتفاع السكر في الدم دون سبب واضح إلى تطوير مرض السكري أو الاستعداد لهذا الاضطراب.
يحدث فرط سكر الدم في مرض السكري عادة بسبب انخفاض مستويات الإنسولين (النوع الأول من داء السكري) و/أو مقاومة الإنسولين على المستوى الخلوي (النوع الثاني من داء السكري)، وهذا يتوقف على نوع وحالة المرض، حيث يمنع انخفاض مستويات الأنسولين و/أو مقاومة الأنسولين الجسم من تحويل الجلوكوز إلى جلايكوجين (مصدر شبيه بالنشا يخزن في الغالب في الكبد)، مما يجعل من الصعب أو المستحيل إزالة الجلوكوز الزائد من الدم. ومع مستويات الجلوكوز العادية، تكون الكمية الكلية من الجلوكوز في الدم في أي لحظة كافية فقط لتوفير الطاقة للجسم لمدة 20-30 دقيقة، وبالتالي يجب الحفاظ على مستويات الجلوكوز بدقة من خلال آليات التحكم الداخلية في الجسم، وعندما تفشل الآليات بطريقة تسمح للجلوكوز بالارتفاع إلى مستويات غير طبيعية، يكون ارتفاع السكر في الدم هو النتيجة.
قد يكون الحماض الكيتوني أول أعراض السكّري بوساطة المناعة، خاصة عند الأطفال والمراهقين. وأيضا، يمكن لهؤلاء المرضى أن يتغيروا من فرط سكر الدم المعتدل صائم إلى فرط سكر الدم الشديد الذي يصل إلى الحماض الكيتوني نتيجة الإجهاد أو العدوى.

### الأدوية
تزيد بعض الأدوية من خطر ارتفاع السكر في الدم، بما في ذلك الكورتيكوستيرويدات، والأوكتريوتيد، وحاصرات بيتا، والأدرينالين، ومدرات البول الثيازيدية، والستاتين، والنياسين، والبينتاميدين، ومثبطات الأنزيم البروتيني، والأسباراجينيز، ومضادات الذهان. وينتج التناول الحاد للمنبهات، مثل الأمفيتامين ارتفاع السكر في الدم، بينما ينتج الاستخدام المزمن للمنبهات نقص السكر في الدم، كما يمكن أن تسبب بعض أحدث الأدوية النفسية، مثل زيبريكسا (أولانزابين) وسيمبالتا (دولوكستين) فرط سكر الدم بشكل كبير.
ويُستخدَم الثيازيد لعلاج سكري النوع الثاني، لكنه يسبب أيضا فرط سكر الدم الشديد.

### الأمراض الخطيرة
قد يطور نسبة عالية من المرضى الذين يعانون من إجهاد حاد، مثل السكتة الدماغية أو احتشاء عضلة القلب فرط سكر الدم، حتى في غياب تشخيص مرض السكري (أو ربما كانت السكتة الدماغية أو احتشاء عضلة القلب ناجمة عن ارتفاع السكر في الدم والسكري غير المشخص). وتشير الدراسات البشرية والحيوانية إلى أن ارتفاع السكر في الدم الناجم عن الإجهاد يرتبط بارتفاع خطر الوفاة بعد كل من السكتة الدماغية واحتشاء عضلة القلب.
ويمكن أن يسبب الورم السوماتوستاتيني ونقص بوتاسيوم الدم الناجم عن الورم الألدوستيروني ارتفاع السكر في الدم، الذي يختفي عادة بعد إزالة الورم.

### التوتر
يمكن أن تسبب الحالات التالية أيضا ارتفاع السكر في الدم في حالة عدم وجود داء السكري:
- الخلل في الغدة الدرقية والغدة الكظرية والغدة النخامية
- العديد من أمراض البنكرياس
- الإنتان وبعض أنواع العدوى
- أمراض داخل الجمجمة، مثل التهاب الدماغ والأورام الدماغية (خاصة تلك الموجودة بالقرب من الغدة النخامية) والنزف المخي والتهاب السحايا
- التشنجات والمراحل النهائية للعديد من الأمراض
- يمكن أن تؤدي الجراحات الكبرى التي تستمر لفترة طويلة إلى زيادة مستويات الجلوكوز بشكل مؤقت
- يمكن أن تؤدي بعض أشكال الإجهاد الشديد والصدمات النفسية إلى زيادة المستويات لفترة وجيزة، ولكن نادراً ما تتجاوز 6.6 ميلي غرام لكل لتر (120 مجم/ ديسيلتر)

### الآلية
يمكن للهرمونات، مثل هرمون النمو، والجلوكاجون، والكورتيزول، والكاتيكولامينات أن تسبب ارتفاع السكر في الدم عندما تكون موجودة في الجسم بكميات زائدة، كما يمكن أن تؤدي زيادة السيتوكينات المسببة للالتهاب والتي تعيق استقلاب الكربوهيدرات، مما يؤدي إلى الإفراط في إنتاج الجلوكوز وانخفاض امتصاص الأنسجة إلى فرط سكر الدم.

## التشخيص

### المتابعة
من الأهمية بمكان بالنسبة للمرضى الذين يراقبون مستويات الجلوكوز في المنزل أن يكونوا على دراية بوحدات القياس التي تستخدمها مجموعة الاختبار لديهم. ويتم قياس مستويات الجلوكوز إما:
1. مل مول لكل لتر (mmol/ l)، وهي الوحدة القياسية المستخدمة في معظم البلدان حول العالم.
2. المليغرام لكل ديسيلتر (ملغم/ ديسيلتر)، وتستخدم في بعض البلدان، مثل الولايات المتحدة، واليابان، وفرنسا، ومصر، وكولومبيا.

تتجه المجلات العلمية نحو استخدام مل مول/ لتر، وتستخدم بعض المجلات الآن مل مول/ لتر كوحدة أساسية، ولكنها تقتبس من المليغرام لكل ديسيلتر بين قوسين.
وتختلف مستويات الجلوكوز قبل الوجبات وبعدها وفي أوقات مختلفة من اليوم، كما يختلف تعريف «المستوى الطبيعي» بين المهنيين الطبيين. وبشكل عام، فإن المعدل الطبيعي لمعظم الناس (البالغين أثناء الصيام) هو حوالي 4 إلى 6 مل مول/ لتر أو 80 إلى 110 ملغ/ ديسيلتر (حيث يعتبر 4 ممول/ لتر أو 80 ملغ/ ديسيلتر «مثاليا»). ويعتبر الشخص الذي لديه نطاق ثابت أعلى من 7 مل مول/ لتر أو 126 ملغ/ ديسيلتر لديه فرط سكر الدم، في حين أن المدى الثابت الأقل من 4 مل مول/ لتر أو 70 ملغ/ ديسيلتر يعتبر نقص في سكر الدم. وبالنسبة للبالغين الصائمين، يجب ألا يزيد جلوكوز بلازما الدم عن 7 مل مول/ لتر أو 126 ملغ/ ديسيلتر. وتسبب المستويات العالية من السكر في الدم تلف الأوعية الدموية والأعضاء التي تغذيها، مما يؤدي إلى مضاعفات مرض السكري.
يمكن قياس ارتفاع السكر في الدم المزمن عن طريق اختبار اختبار الهيموغلوبين الغليكوزيلاتي (HbA1c). ويختلف تعريف ارتفاع السكر في الدم الحاد حسب الدراسة بالمل مول/ لتر من 8 إلى 15 (وبالملغم/ ديسيلتر من 144 إلى 270).
وتؤدي العيوب في إفراز الأنسولين، أو وظيفة الأنسولين، أو كليهما إلى فرط سكر الدم.

## العلاج
علاج فرط سكر الدم يتطلب إلغاء المسبب في حصوله، كما في علاج مرض السكري على سبيل المثال فمن الممكن علاج فرط سكر الدم الحاد بالتحكم بالأنسولين في الدم في معظم الحالات، ويمكن علاج الارتفاع الشديد في سكر الدم عن طريق خافضات سكر الدم وتعديل نمط الحياة.
في مرض السكري (وهو أكثر الأسباب شيوعًا للارتفاع المزمن في سكر الدم)، يهدف العلاج إلى الحفاظ على مستوى الجلوكوز في الدم عند مستوى أقرب ما يكون إلى طبيعته، وذلك لتجنب تلك المضاعفات الخطيرة على المدى الطويل. ويتم ذلك عن طريق مزيج من النظام الغذائي السليم، وممارسة التمارين الرياضية بانتظام، والأنسولين أو أي دواء آخر، مثل الميتفورمين وغيره.
ويمكن علاج أولئك الذين يعانون من ارتفاع السكر في الدم باستخدام السلفونيل يوريا أو الميتفورمين أو كلاهما، حيث تساعد هذه الأدوية على تحسين التحكم في نسبة السكر في الدم. ويمكن استخدام مثبط ثنائي ببتيديل ببتيداز-4 وحده أو بالاشتراك مع الأنسولين القاعدي كعلاج لارتفاع السكر في الدم مع المرضى الذين ما زالوا في المستشفى.

## أصل الكلمة
أصل مصطلح Hyperglycemia يوناني، فالجزء الأول ὑπέρ بمعنى مفرط "over"، وγλυκός بمعنى نبيذ حلو "glycos"، وαἷμα بمعنى دم "blood".

## روابط خارجية
- Hyperglycemia in infants – from مدلاين بلس